# Abomsa
Abomsa – miasto w Etiopii, w regionie Oromia.